# Howard C. Warren
Howard Crosby Warren, född 1867 i Montclair, New Jersey, död 1934 New York City, var en amerikansk psykolog och den förste ordföranden för Princeton Universitys Department of Psychology. Han blev 1913 ordförande för American Psychological Association.
The Society of Experimental Psychologists delar sedan 1936 årligen ut the Howard Crosby Warren Medal till hans ära.

## Biografi
Hans föräldrar var Dorman T. Warren och Harriet Crosby Warren. 18 månader gammal blev han illa bränd av en lampa, då ena ögat, ansiktet och en hand skadades svårt. Han hade svåra smärtor från en rad operationer under sina fem första levnadsår, men upplevde ändå tiden som lycklig. I sin självbiografi beskriver han barndomen som “the story of a happy childhood, a pleasant home life, and congenial playmates.” Föräldrarna var rika och kunde ge honom det extra stöd han behövde. Trots uppväxt i en strängt religiös miljö utvecklade han tidigt en skeptisk syn på traditionell tro. Detta mognade i skolan till en revolt mot religiösa förklaringar.
Han studerade först ”civil engineering” och tog en bachelor's degree 1889 vid Princeton University. År 1891 fick han en Master of Arts i filosofi. Från 1891 studerade han vid universiteten i Leipzig, Berlin och München, men återvände 1892 för att delta i att etablera ett laboratorium för psykologi vid Princeton University tillsammans med James Baldwin.
Han blev assisterande professor på Princeton 1896, och professor i experimentell psykologi 1902. Därefter utnämndes han till chef för laboratoriet vid Nassau Hall 1904, han fick Stuartprofessuren i psykologi 1914, och blev hedersdoktor vid Johns Hopkins University på sin 50-årsdag 1917. 
Han arbetade för en formell separation av psykologi och filosofi och 1920 blev han den första ordföranden och föreståndaren för ett separat Princeton Psychology Department. Han var även en ledande aktör och finansiär för byggandet av Eno Hall, uppförd 1924.
Han medverkade till flera nya vetenskapliga tidskrifter, exempelvis Psychological Bullentin. Tillsammans med James Mark Baldwin var han redaktör för Psychological Review 1904-1908 
Hans privata bibliotek med psykologisk litteratur förvaras i “the Green Halls”, som år 1963 ersatte Eno Hall som hem för psykologin vid Princeton.